# Vlag van Exmoor

Vlag van Exmoor

De vlag van Exmoor is de vlag van het Engelse regio Exmoor, in het westen van Somerset en het noorden van Devon. De vlag werd op 29 oktober 2014 geregistreerd bij het Flag Institute als regionale vlag. Het ontwerp was van Jenny Stevens.
De hertenkop staat voor de iconische fauna van het heidegebied, met name voor de edelherten. De ster symboliseert de status van Exmoor National Park als Europa's eerste aangewezen International Dark Sky Reserve, toegekend in 2011. Het donkerblauwe veld staat voor zowel de lucht als de zee. De golvende lijnen van wit, paars en groen vertegenwoordigen Exmoor als een plek waar de zee en kliffen, heide en bossen samenkomen, evenals de vele wandelpaden in de regio.